# Black Tongue
Black Tongue es una banda británica de deathcore originaria de Hull, Inglaterra, Reino Unido. Actualmente la banda tiene en su haber dos EP y tres álbumes de estudio, lanzados en 2014, 2015 y 2018.

## Historia
Black Tongue se fundó en 2013 con la participación de los miembros de bandas como: Infant Annihilator, Mister Sister Fister y Acrania. La banda cobró rápidamente popularidad por su sonido bien definido e independiente de las producciones de las otras bandas de sus miembros. El 7 de mayo del 2013, la banda lanza su primer EP titulado Falsifier bajo el sello discográfico estadounidense We Are Triumphant. Así mismo publicaron el videoclip de la canción H.C.H.C., de la misma producción. La banda popularizó el EP por internet y redes sociales, este tuvo buenas críticas por parte del público en general.
Transcurrido un año desde el lanzamiento de Falsifier El 8 de mayo del 2014, la banda lanza su segundo EP que se tituló Born Hanged y cuyo trabajo fue auto-producido. Posteriormente la banda firmaría para Century Media Records, la cual el 1 de septiembre del 2014, lanzaría un nuevo álbum, que sería la compilación de los anteriores EP de la banda, esta nueva producción tendría por nombre Born Hanged - Falsifier (Redux) y contendría una nueva pista instrumental: Interlude. El álbum contó con la participación de Matt Jones de la banda Martyr Defiled, quien colaboró con la banda en la canción Coma, además esta producción contiene una versión remix de la canción Waste.
Un año más tarde, otra vez bajo el sello de Century Media Records, lanzan su segundo álbum de estudio: "The Unconquerable Dark" el 4 de septiembre de 2015, el cual cuenta con la colaboración especial de Eddie Hermida, vocalista de All Shall Perish y Suicide Silence. Esta producción sería de las más aclamadas por el público y pasaría a convertirse en una de las obras más representativas en la escena del deathcore mundial. Posteriormente la banda tuvo un hiato que duró desde la salida de The Unconquerable Dark en 2015 hasta el año 2018, mismo en el que la banda a través de sus redes sociales anunció que lanzarían una nueva producción independiente que se titularía Nadir, el significado del nombre del nuevo álbum según los miembros de la banda, simboliza el punto más bajo en el que la banda se encontraba debido a problemas con su en ese entonces compañía discográfica, Century Media Records, esto se dio a conocer por los miembros de la banda en un vídeo que subieron a su canal de YouTube el cual tenía como título "NADIR: The Life and Death of BLACK TONGUE". El nuevo álbum cuenta con un nuevo sonido influenciado por el blackened death metal y que a su vez incorpora elementos propios de la banda. Este cuenta con un cover de la canción "A Dying God Coming into Human Flesh" de la banda suiza Celtic Frost, esto refuerza la teoría de que la banda incorpora más elementos del black metal al álbum.

## Estilo Musical
La banda cuenta con una gran calidad musical y esta es vista en sus trabajos, evolucionaron de un sonido de deathcore downtempo clásico en sus inicios, a tener influencias del blackened death metal en su nueva producción, pero en su mayoría han incorporado elementos del doom metal, incluso en una época llegaron a actualizar su información de Facebook describiendo que eran una banda de "doomcore". Esto hizo que la banda se convirtiera en influencia para otras bandas de deathcore downtempo de la escena musical.
En sus canciones predominan los sonidos estridentes de las guitarras distorsionadas y una atmósfera pesada y obscura en la que podemos encontrar "riffs" y breakdowns acompañados del blast beat de la batería (instrumento musical) de Aaron Kitcher, y a la cabeza del grupo encontramos la pesada y furiosa voz de Alex Teyen. Las letras de las canciones abarcan distintos temas que van desde la muerte hasta el Oscurantismo. 

## Miembros actuales
- Alex Teyen - voz (2013 - presente)
- Eddie Pickard - guitarra (2013 - presente)
- Lloyd Newton - bajo (2013 - presente)
- Aaron Kitcher - batería (2013 - presente)
- James Harrison - guitarra (2013 - presente)

## Discografía
Álbumes de estudio
- 2014 – "Born Hanged - Falsifier (Redux)"
- 2015 – "The Unconquerable Dark"
- 2018 – "Nadir"

EP
- 2013 – "Falsifier"
- 2014 – "Born Hanged"